# كرايغ إينز
كرايغ إينز (بالإنجليزية: Craig Innes)‏ هو لاعب اتحاد الرغبي نيوزيلندي، ولد في 10 سبتمبر 1969 في نيو بلايموث في نيوزيلندا.

## وصلات خارجية
- كرايغ إينز عل موقع إسبنسكروم (الإنجليزية)
- كرايغ إينز على موقع ItsRugby.co.uk (الإنجليزية)